# Сантос Ириарте, Викториано
Викториа́но Са́нтос Ириа́рте (исп. Victoriano Santos Iriarte; 2 ноября 1902, Монтевидео — 10 ноября 1968, там же) — уругвайский футболист, левый полузащитник. Чемпион мира 1930 года.

## Биография
Впервые Ириарте был привлечён в сборную Уругвая для участия в Олимпийских играх 1924 года в Париже. Однако он и Паскуаль Сомма вскоре после прибытия в Париж покинули расположение сборной из-за ностальгии и вернулись в Монтевидео. После этого Сантоса Ириарте не привлекали к играм в сборной вплоть до первого чемпионата мира 1930 года.
Ириарте провёл все матчи своей сборной на чемпионате мира 1930 года и забил 2 гола, в том числе в финальном матче против сборной Аргентины. Этот гол в результате оказался победным для сборной Уругвая (счёт стал 3:2, а Уругвай выиграл матч со счётом 4:2). Также Ириарте отличился в полуфинале против сборной Югославии.
На клубном уровне Ириарте не добился больших успехов, так как выступал бо́льшую часть карьеры за скромный клуб «Расинг» из Монтевидео, где он является по сей день величайшим футболистом всех времён. Однако на закате карьеры он всё же провёл один сезон в «Пеньяроле», в составе которого стал чемпионом Уругвая.

## Титулы
- Чемпион Уругвая (1): 1933
- Чемпион Уругвая во Втором дивизионе (Интермедиа) (1): 1929
- Чемпион мира (1): 1930